# Huckleberry Finn
Huckleberry Finn è un personaggio immaginario creato dallo scrittore statunitense Mark Twain ed apparso inizialmente nel romanzo Le avventure di Tom Sawyer (ambientato attorno al 1845); è invece protagonista assoluto e voce narrante del suo sequel diretto Le avventure di Huckleberry Finn, libro famoso per la sua colorita descrizione di persone e luoghi lungo il grande fiume Mississippi.
Huckleberry (Huck per gli amici) è un ragazzino di circa 12-13 anni al principio della storia (nel cap. 17 afferma di averne ormai quasi 14): appare anche nei due brevi seguiti della "saga" di Tom Sawyer, rispettivamente del 1894 e 1896 ed intitolati Tom Sawyer all'estero (Tom Sawyer Abroad, una parodia delle storie avventurose di Jules Verne) e Tom Sawyer, Detective.

## Descrizione e biografia
Huckleberry è figlio di un vagabondo ubriacone, dorme all'interno di una botte vuota e vive di ciò che riceve in carità dagli altri; viene ammirato da tutti i bambini del paese, e cordialmente temuto da tutti gli adulti, per quel suo esser un fannullone senza legge e volgare di linguaggio.
Huck sembra possedere la mentalità archetipica del perfetto innocente, in grado sempre di scoprire la cosa giusta da fare, nonostante la teologia prevalente e i radicati pregiudizi del Sud di quell'epoca: uno dei migliori esempi di ciò è dato dalla sua decisione di aiutare Jim a fuggire dalla sua vita di schiavo nero, anche se ha paura di andare all'inferno per questo.
Il suo aspetto viene descritto ne Le avventure di Tom Sawyer: indossa vecchi vestiti da adulto che gli stanno larghi e che probabilmente ha ricevuto in regalo, ha in testa un cappello rotto e i suoi pantaloni sono tenuti su da una bretella sola. La zia di Tom, Polly, chiama il ragazzo "una povera cosa senza madre" ed Huck stesso confessa all'amico di ricordare la madre attraverso i litigi furibondi che aveva col marito, "Pap Finn".
Conduce una vita spensierata del tutto libera da norme e/o regole sociali, ruba angurie e polli quando ha fame e "prende in prestito" barche e sigari, quando ha voglia di farsi un viaggetto lungo il fiume o di fumare.
Grazie alla sua infanzia non convenzionale Huck non ha ricevuto quasi nessuna educazione, ma ad un certo punto viene adottato dalla vedova Douglas la quale lo manda a scuola per ringraziarlo d'averle salvato la vita; a seguito di ciò il ragazzo impara a leggere e a scrivere, mettendosi addirittura a leggere dei libri per passare il tempo quando non c'è altro da fare. La sua conoscenza della storia è del tutto imprecisa e lo dimostra a più riprese durante le sue discussioni con Jim.
La vedova Douglas prova, dopo che è diventato ricco ed è andato ad abitare a casa sua, a "civilizzarlo"; ma dopo il ritorno del padre, che prova in tutti i modi ad entrar in possesso del suo tesoro, Huck finge di essere annegato nel fiume in tempesta e fugge in direzione dell'isola di Jackson, luogo questo in cui s'imbatte nello schiavo fuggitivo Jim.
Padrona di Jim era la signorina Watson, sorella della vedova, ed egli sta scappando perché ha sentito che la donna ha intenzione di venderlo ad una famiglia del Sud per 800 dollari: cerca pertanto di raggiungere l'Ohio, dove potrebbe trovare facilmente un lavoro che gli permetterebbe di acquistare finalmente la libertà, non solo per lui ma anche per la propria famiglia.
Huck e Jim allora, a bordo di una zattera costruita appositamente, cominciano a percorrere il grande fiume: nella speranza di trovare la libertà dalla schiavitù per Jim, la libertà dal padre violento per Huck. Al termine della loro grande avventura Jim guadagna la libertà dopo che Miss Watson muore lasciando un testamento in tal senso, mentre il padre di Huck è deceduto durante l'assenza del figlio.
A questo punto, anche se avrebbe potuto tranquillamente ritornare a vivere a St. Petesburg, Huck ha invece l'intenzione di dirigersi ad ovest, in direzione del territorio indiano. In Tom Sawyer all'estero Huck si unisce a Tom e a Jim per intraprendere un lungo ed appassionante viaggio in mongolfiera, mentre in Tom Sawyer, Detective aiuta l'amico a risolvere un misterioso caso di omicidio.

## Rapporti e relazioni
Huck è il miglior compagno d'avventure di Tom Sawyer; la loro amicizia è in parte radicata nello spirito affine dei due ragazzi e nella capacità di Tom di emulare il compagno, il suo sentimento di libertà e la capacità di far sempre quel che preferisce: Huck difatti fuma ogni volta che ne ha voglia, mentre Tom si vanta apertamente col maestro di esser arrivato in ritardo a scuola perché era impegnato a discutere con l'amico (anche se sapeva benissimo che ciò gli sarebbe costato una severa frustata).
Jim, lo schiavo fuggiasco con cui fa amicizia Huck, è un'altra personalità dominante nella vita del ragazzo, quasi un simbolo del proprio risveglio morale.
Pap, il padre ubriacone e manesco, costringe ad un certo punto il figlio a tornar a vivere con lui; anche se superficialmente deride l'educazione ed il vivere civile acquisito col tempo da Huck, l'uomo sembra esser invidioso del figlio per il suo esser riuscito a vivere in condizioni migliori delle proprie. Per liberarsi da questa invadente presenza genitoriale ad Huck non rimane da fare che fingere d'esser morto e scomparire dalla circolazione.

## Ispirazione
Il personaggio di Huck si basa su Tom Blankenship, figlio di un operaio di segheria alcolizzato di nome Woodson che viveva in una baracca sgangherata sulle sponde del fiume, proprio dietro l'abitazione in cui l'autore viveva ad Hannibal. Twain, che ha lasciato Hannibal appena oltrepassata la fanciullezza, citerà il suo amico d'infanzia come ispirazione per Huckleberry Finn anche nella propria autobiografia.

## Filmografia
| Anno      | Attore                                      | Film | Regista                    | Note |
| --------- | ------------------------------------------- | --- | -------------------------- | --- |
| 1917      | Robert Gordon                               | Tom Sawyer                                                                                                  | William Desmond Taylor     | Film muto (USA). Basato su Le avventure di Tom Sawyer (parte I).                                             |
| 1918      | Robert Gordon                               | Huck and Tom                                                                                                | William Desmond Taylor     | Film muto (USA). Sequel di Tom Sawyer (1917). Basato su Le avventure di Tom Sawyer (parte II).               |
| 1920      | Lewis Sargent                               | Huckleberry Finn                                                                                            | William Desmond Taylor     | Film muto (USA). Basato su Le avventure di Huckleberry Finn.                                                 |
| 1930      | Junior Durkin                               | Tom Sawyer                                                                                                  | John Cromwell              | Film muto (USA). Basato su Le avventure di Tom Sawyer.                                                       |
| 1931      | Junior Durkin                               | Huckleberry Finn                                                                                            | Norman Taurog              | Film (USA). Sequel di Tom Sawyer (1930). Basato su Le avventure di Huckleberry Finn.                         |
| 1938      | Jackie Moran                                | Le avventure di Tom Sawyer (The Adventures of Tom Sawyer)                                                   | Norman Taurog              | Film (USA). Basato su Le avventure di Tom Sawyer.                                                            |
| 1938      | Donald O'Connor                             | Tom Sawyer, Detective                                                                                       | Louis King                 | Film (USA). Basato su Tom Sawyer, Detective.                                                                 |
| 1939      | Mickey Rooney                               | Le avventure di Huckleberry Finn (The Adventures of Huckleberry Finn)                                       | Richard Thorpe             | Film (USA). Basato su Le avventure di Huckleberry Finn.                                                      |
| 1944      | Gene Holland                                | Il pilota del Mississippi (The Adventures of Mark Twain)                                                    | Irving Rapper              | Film (USA) su Mark Twain                                                                                     |
| 1952      | Colin Campbell                              | Huckleberry Finn                                                                                            |                            | Miniserie TV (UK). Basato su Le avventure di Huckleberry Finn.                                               |
| 1953      | Clifford Tatum Jr.                          | "The Adventures of Huckleberry Finn"                                                                        |                            | Film TV, per la serie Excursion. Basato su Le avventure di Huckleberry Finn.                                 |
| 1955      | Charles Taylor                              | "Adventures of Huckleberry Finn",                                                                           |                            | Film TV, per la serie Climax!. Basato su Le avventure di Huckleberry Finn.                                   |
| 1955      | Charles Taylor                              | The Adventures of Huckleberry Finn                                                                          |                            | Film TV. Basato su Le avventure di Huckleberry Finn.                                                         |
| 1956      | Jimmy Boyd                                  | "Tom Sawyer"                                                                                                |                            | Film TV, per la serie The United States Steel Hour                                                           |
| 1957      | Jimmy Boyd                                  | "The Adventures of Huckleberry Finn"                                                                        |                            | Film TV, per la serie The United States Steel Hour. Basato su Le avventure di Huckleberry Finn.              |
| 1958      | João Manuel                                 | Aventuras de Tom Sawyer                                                                                     |                            | Serie TV |
| 1960      | Eddie Hodges                                | Le avventure di Huck Finn (The Adventures of Huckleberry Finn)                                              | Michael Curtiz             | Film (USA). Basato su Le avventure di Huckleberry Finn.                                                      |
| 1960      | Mark Strotheide                             | The Adventures of Tom Sawyer                                                                                |                            | Serie TV. |
| 1960      | Teddy Rooney                                | "Tom and Huck"                                                                                              |                            | Film TV, per la serie Shirley Temple's Storybook                                                             |
| 1967      | Martin Lartigue                             | Huckleberry Finn                                                                                            |                            | Film TV (Francia). Basato su Le avventure di Huckleberry Finn.                                               |
| 1968      | Marc Di Napoli                              | Moartea lui Joe Indianul                                                                                    |                            | |
| 1968      | Marc Di Napoli                              | Les aventures de Tom Sawyer                                                                                 |                            | Miniserie TV                                                                                                 |
| 1968 1969 | Michael Shea                                | Le nuove avventure di Huckleberry Finn (The New Adventures of Huckleberry Finn)                             | Hollingsworth Morse et al. | Serie TV in 20 episodi. Liberamente ispirata ai personaggi di Le avventure di Tom Sawyer.                    |
| 1973      | Jeff East                                   | Tom Sawyer (Tom Sawyer)                                                                                     | Don Taylor                 | Film (USA). Basato su Le avventure di Tom Sawyer.                                                            |
| 1973      | Roman Madyanov                              | Un ragazzo perduto - Le avventure di Huckleberry Finn (Sovsem propashchiy)                                  |                            | |
| 1974      | Jeff East                                   | Huckleberry Finn (Huckleberry Finn)                                                                         |                            | |
| 1975      | Ron Howard                                  | Huckleberry Finn                                                                                            |                            | Film TV |
| 1976      |                                             | Le avventure di Huckleberry Finn                                                                            | Hiroyoshi Mitsunobu        | Serie TV animata                                                                                             |
| 1979      | Steve Stark                                 | Mark Twain: Beneath the Laughter                                                                            |                            | Film TV |
| 1980      | Kazuyo Aoki (voce)                          | Tom Story - Le avventure di Tom Sawyer (Tomu Sôyâ no bôken)                                                 |                            | Serie TV animata                                                                                             |
| 1980      | Ian Tracey                                  | Huckleberry Finn e i suoi amici (Huckleberry Finn and His Friends)                                          | Jack Hively et al.         | Serie TV (Canada, Germania Ovest). Basata su Le avventure di Tom Sawyer e Le avventure di Huckleberry Finn.. |
| 1981      | Vladislav Galkin                            | Priklyucheniya Toma Soyera i Geklberri Finna                                                                | Stanislav Govorukhin       | Film TV (URSS). Basato su Le avventure di Tom Sawyer.                                                        |
| 1981      | Kurt Ida                                    | Le avventure di Huckleberry Finn (The Adventures of Huckleberry Finn)                                       |                            | Film TV |
| 1982      | Anthony Michael Hall                        | Le avventure segrete di Tom Sawyer (Rascals and Robbers: The Secret Adventures of Tom Sawyer and Huck Finn) | Dick Lowry                 | Film TV (USA).                                                                                               |
| 1982      | Adam Rich                                   | "The Angel's Triangle/Natchez Bound"                                                                        |                            | Film TV, per la serie Fantasilandia (Fantasy Island)                                                         |
| 1983      | Michael Dudikoff                            | Sawyer and Finn                                                                                             |                            | Film TV |
| 1984      | Simon Hinton (voce)                         | The Adventures of Huckleberry Finn                                                                          |                            | Film TV d'animazione.                                                                                        |
| 1985      | Gary Krug (voce)                            | Le avventure di Mark Twain (The Adventures of Mark Twain)                                                   |                            | Film d'animazione                                                                                            |
| 1985      | Brandy Ward                                 | "The Adventures of Con Sawyer and Hucklemary Finn"                                                          |                            | Film TV, per la serie ABC Weekend Specials                                                                   |
| 1986      | Scott Higgins                               | The Adventures of Tom Sawyer                                                                                |                            | |
| 1990      | Mitchell Anderson                           | Il ritorno di Tom Sawyer (Back to Hannibal: The Return of Tom Sawyer and Huckleberry Finn)                  |                            | Film TV |
| 1993      | Elijah Wood                                 | Le avventure di Huck Finn (The Adventures of Huck Finn)                                                     | Stephen Sommers            | Film (USA). Basato su Le avventure di Huckleberry Finn.                                                      |
| 1995      | Christopher Reagan Ammons                   | "A Tail in Twain: Part One"                                                                                 |                            | Film TV, per la serie Wishbone, il cane dei sogni (Wishbone)                                                 |
| 1995      | Christopher Reagan Ammons                   | "A Tail in Twain: Part Two"                                                                                 |                            | Film TV, per la serie Wishbone, il cane dei sogni (Wishbone)                                                 |
| 1995      | Brad Renfro                                 | Le avventure di Tom Sawyer e Huck Finn (Tom and Huck)                                                       | Peter Hewitt               | Film (USA). Basato su Le avventure di Tom Sawyer.                                                            |
| 1997      | Timothy Gibbs                               | The Adventures of Huckleberry Finn                                                                          |                            | |
| 1998      | Adam Dior                                   | Le nuove avventure di Tom Sawyer (The Modern Adventures of Tom Sawyer)                                      |                            | |
| 1998      | Ryan Slater (voce)                          | The Animated Adventures of Tom Sawyer                                                                       |                            | Film d'animazione uscito in home video                                                                       |
| 2000      | Colin Welch (voce)                          | Born to Trouble: Adventures of Huckleberry Finn                                                             |                            | Film TV d'animazione                                                                                         |
| 2000      | Mark Wills (voce)                           | Tom Sawyer                                                                                                  |                            | Film d'animazione uscito in home video                                                                       |
| 2001      | Val Lipton                                  | Mark Twain's Tom Sawyer                                                                                     |                            | Uscito in home video                                                                                         |
| 2011      | Leon Seidel                                 | Tom Sawyer                                                                                                  | Hermine Huntgeburth        | Film (Germania). Basato su Le avventure di Tom Sawyer.                                                       |
| 2012      | Xaver-Maria Brenner                         | Tom und Hacke                                                                                               |                            | |
| 2012      | Leon Seidel                                 | Le avventure di Huckleberry Finn (Die Abenteuer des Huck Finn)                                              | Hermine Huntgeburth        | Film (Germania). Basato su Le avventure di Huckleberry Finn.                                                 |
| 2012      | Jacob Kemp                                  | Huck Finn and the Five Boons                                                                                |                            | |
| 2014      | Jake T. Austin                              | Tom Sawyer & Huckleberry Finn                                                                               | Jo Kastner                 | Film (USA). Basato su Le avventure di Tom Sawyer.                                                            |
| 2015      | Kyle Gallner / Gabriel Bateman (Young Huck) | Band of Robbers                                                                                             | Aaron e Adam Nee           | Film (USA). Un immaginario "sequel" basato sui personaggi di Mark Twain, in epoca moderna.                   |